# Apeadero (Villarraso)
Apeadero (llamado oficialmente O Apeadeiro de Orosa) es un lugar español actualmente despoblado, que forma parte de la parroquia de Villarraso, del municipio de Aranga, en la provincia de La Coruña, Galicia.

## Demografía
| Gráfica de evolución demográfica de Apeadero entre 2000 y 2018 |
|                                                                |
| Datos según el nomenclátor publicado por el INE.               |